# ケリー県
ケリー県（愛: Contae Chiarraí、英: County Kerry）は、アイルランド南部、マンスター地方の県。2016年の人口は143,050人。県都はトラリー。
アイルランドの最西端でヨーロッパの最西端でもあるディングル半島が位置する。

## 自然
山岳地帯で、湖が多い。
キラーニー付近のレイン湖周辺にはキラーニー国立公園がある。1982年にユネスコの生物圏保護区に指定された。

## 産業
農業・漁業のほか、泥炭、石材が採れる。

## 主な都市
- トラリー
- キラーニー
- ディングル